# Möhlin
Möhlin je mjesto u Švicarskoj u kantonu Aargauu.

## Poznati
Ovdje ulaze osobe koje su rođene i/ili su djelovale u Möhlinu.

### Športaši
- Ivan Rakitić (*1988), nogometaš

## Vanjske poveznice
- Službena stranica